# فیلیپه ریس
فیلیپه ریس (اسپانیایی: Felipe Reyes‎؛ زادهٔ ۱۶ مارس ۱۹۸۰) یک بازیکن بسکتبال اهل اسپانیا است.